# Abir Haj Salah
Abir Haj Salah, née le 6 août 2000, est une pongiste tunisienne.

## Biographie
Elle remporte une médaille de bronze en simple dames lors des Jeux de la Francophonie de 2017 à Abidjan.
Elle est médaillée de bronze par équipe aux Jeux africains de 2019.
Elle est médaillée d'or en double femmes avec Fadwa Garci, ainsi que médaillée d'argent en simple femmes et par équipes femmes aux Jeux panarabes de 2023 à Tipaza.
En mars 2024, elle remporte la médaille d'argent en double dames et la médaille de bronze par équipes dames aux Jeux africains à Accra.